# Toyoko Yoshino
Toyoko Yoshino (吉野 トヨ子, Yoshino Toyoko) ; née le 12 février 1920 à Abashiri et morte le 24 janvier 2015) est une athlète japonaise spécialiste du lancer du disque. Elle mesure 1,59 m pour 54 kg.

## Biographie
Dès avant la Deuxième Guerre mondiale, elle obtient des titres nationaux sur 100 m, 4 x 100 m, longueur et pentathlon. Après la guerre, elle se tourne vers les lancers. Au lancer du disque, elle est championne du Japon huit fois consécutivement, de 1949 à 1956, et cinq fois au lancer du poids (de 1949 à 1953). Elle obtient 22 titres en tout, sur une période s'étalant de 1937 à 1956.
Sur le plan international, Toyoko Yoshino remporte trois médailles d'or aux premiers Jeux asiatiques : au poids, au disque et au javelot. En 1954 elle récidive au poids et au disque, portant son total à cinq médailles d'or.

### Palmarès
| Date | Compétition           | Lieu      | Résultat | Épreuve | Performance |
| ---- | --------------------- | --------- | -------- | ------- | ----------- |
| 1951 | Jeux asiatiques       | New Delhi | 1re      | Poids   | 11,90 m     |
| 1951 | Jeux asiatiques       | New Delhi | 1re      | Disque  | 42,10 m     |
| 1951 | Jeux asiatiques       | New Delhi | 1re      | Javelot | 36,25 m     |
| 1952 | Jeux olympiques d'été | Helsinki  | 4e       | Disque  | 43,81 m     |
| 1954 | Jeux asiatiques       | Manille   | 1re      | Poids   | 12,31 m     |
| 1954 | Jeux asiatiques       | Manille   | 1re      | Disque  | 42,89 m     |

### Records
| Épreuve          | Performance | Lieu  | Date          |
| ---------------- | ----------- | ----- | ------------- |
| Lancer du disque | 48,30 m     | Urawa | 30 avril 1956 |